# Maluc
El maluc o l'amaluc és la regió osteoarticular constituïda per la part inferoexterna de l'os coxal i la superior del fèmur.
L'articulació coxofemoral és l'articulació que uneix el coxal amb el fèmur. Actua com un suport al pes del cos i facilita el moviment de la cama respecte de la resta del tronc. L'articulació és recoberta per una càpsula articular i té membrana i líquid sinovial. Diversos lligaments uneixen el fèmur amb el coxal.